# Motala
Motala est une localité de Suède, chef-lieu de la commune de Motala. 29 798 personnes y vivent. Elle est située sur le canal Göta entre les lacs Vättern et Boren (en). Elle ne possède qu'une paroisse.

## Historique
Château de Charlottenborg et l'église de Motala d'après Suecia antiqua et hodierna.

## Démographie
La localité est peuplée selon les estimations d'environ 30 000 habitants.

## Personnalités liées à la commune
- Reine Wisell (1941-2022), pilote automobile suédois, y est né en 1941.